# Kimia Yousofi
Kimia Yousofi (Mashhad, 20 maggio 1996) è una velocista afghana.

## Biografia
Nel 2017 ha preso parte ai Giochi asiatici indoor, dove non è riuscita a superare le batterie nei 60 metri piani. Stessa sorte le è toccata nel 2018 ai Giochi asiatici di Giacarta nei 100 metri piani, dove però, con il tempo di 13"33, ha fatto registrare il record nazionale dell'Afghanistan.
Nel 2021 è stata portabandiera per l'Afghanistan ai Giochi olimpici di Tokyo insieme al taekwondoka Farzad Mansouri.

## Record nazionali
Seniores
- 100 metri piani: 13"33 ( Giacarta, 25 agosto 2018)

## Palmarès
| Anno | Manifestazione         | Sede     | Evento      | Risultato   | Prestazione | Note                          |
| ---- | ---------------------- | -------- | ----------- | ----------- | ----------- | ----------------------------- |
| 2017 | Giochi asiatici indoor | Aşgabat  | 60 m piani  | Batteria    | 8"90        | Miglior prestazione personale |
| 2018 | Giochi asiatici        | Giacarta | 100 m piani | Batteria    | 13"33       | Record nazionale              |
| 2021 | Giochi olimpici        | Tokyo    | 100 m piani | Preliminari | 13"29       | Record nazionale              |
| 2023 | Giochi asiatici        | Hangzhou | 100 m piani | Batteria    | 13"32       |                               |
| 2023 | Giochi asiatici        | Hangzhou | 200 m piani | Batteria    | 27"53       | Record nazionale              |
| 2024 | Giochi olimpici        | Parigi   | 100 m piani | Preliminare | 13"42       |                               |